# Aphis obiensis
Aphis obiensis är en insektsart. Aphis obiensis ingår i släktet Aphis och familjen långrörsbladlöss. Inga underarter finns listade i Catalogue of Life.